# Seznam poslanců Moravského zemského sněmu (1890–1896)
Toto je seznam poslanců Moravského zemského sněmu ve volebním období 1890–1896.
| Jméno                                      | Kurie               | Volební obvod                            | Strana                   | Poznámka                    |
| ------------------------------------------ | ------------------- | ---------------------------------------- | ------------------------ | --------------------------- |
| Aresin-Faton Josef Maria                   | velkostatkářská     | II. sbor                                 | ústavověrný velkostatkář |                             |
| Auspitz Rudolf                             | obch. a živn. komor | brněnská komora                          | ústavověrný              |                             |
| Bauer František Saleský                    | virilista           | brněnský biskup                          |                          |                             |
| Bauer Moriz                                | obch. a živn. komor | brněnská komora                          |                          | Zemřel 13. 4. 1895.         |
| Beigl Josef                                | venkovských obcí    | Mikulov, Moravský Krumlov                |                          | Zemřel 30. 12. 1893.        |
| Belcredi Egbert                            | velkostatkářská     | I. sbor                                  | konz. velkostatkář       | Zemřel 11. 10. 1894.        |
| Belcredi Ludvík Egbert                     | velkostatkářská     | I. sbor                                  | konz. velkostatkář       |                             |
| Belrupt-Tissac Jindřich                    | velkostatkářská     | II. sbor                                 |                          |                             |
| Beneš František                            | venkovských obcí    | Tišnov                                   |                          |                             |
| Berchtold z Uherčic Zikmund                | velkostatkářská     | II. sbor                                 |                          |                             |
| Brandhuber Karl                            | obch. a živn. komor | olomoucká komora                         |                          |                             |
| Bubela Karel                               | měst                | Holešov, Vsetín, Val. Meziříčí, Zlín     | staročech                |                             |
| Dubský z Třebomyslic Adolf                 | velkostatkářská     | II. sbor                                 |                          |                             |
| Dubský z Třebomyslic Quido                 | velkostatkářská     | II. sbor                                 |                          |                             |
| Eichhoff Josef von                         | velkostatkářská     | II. sbor                                 | ústavověrný velkostatkář |                             |
| Eliáš František                            | měst                | Uh. Brod, Vizovice, Val. Klobouky        |                          |                             |
| d'Elvert Christian                         | měst                | Brno (II. okr.)                          |                          | Zemřel 28. 1. 1896.         |
| Fanderlík Josef                            | měst                | Nové Město, Žďár nad Sázavou             | staročech                | Zemřel 8. 5. 1895.          |
| Flemmich Ferdinand                         | měst                | Uničov, Rýmařov                          |                          | Zvolen 28. 1. 1892.         |
| Florýk Hynek                               | venkovských obcí    | Hranice                                  |                          | Zvolen 11. 10. 1894.        |
| Frankl Ludwig                              | velkostatkářská     | II. sbor                                 |                          |                             |
| Frendl Karl                                | měst                | Mor. Třebová, Svitavy, Březová           |                          |                             |
| Fries August                               | velkostatkářská     | II. sbor                                 |                          |                             |
| z Fürstenberka Bedřich                     | virilista           | olomoucký arcibiskup                     | konz. velkostatkář       | Zemřel 20. 8. 1892.         |
| Fux Hugo                                   | měst                | Nový Jičín, Štramberk                    |                          |                             |
| Haase Johann                               | měst                | Znojmo                                   | pokrokář                 |                             |
| Hartl Moritz                               | venkovských obcí    | Šternberk, Rýmařov                       | německý liberál          | [ 2 ]                       |
| Heimrich Jan Nepomuk                       | venkovských obcí    | Nové Město, Žďár, Bystřice n. P.         |                          |                             |
| Helcelet Ctibor                            | venkovských obcí    | Vyškov, Bučovice, Slavkov                | staročech                |                             |
| Herberstein Jan Ludvík                     | velkostatkářská     | II. sbor                                 |                          |                             |
| Herma Josef                                | venkovských obcí    | Holešov, Bystřice p. H., Napajedla       |                          | Zvolen 15. 10. 1891.        |
| Hopfen Franz von                           | velkostatkářská     | II. sbor                                 | Strana středu            |                             |
| Hübner Viktor                              | venkovských obcí    | Znojmo, Jaroslavice, Vranov n. D.        | pokrokář                 |                             |
| Hulka Antonín                              | venkovských obcí    | Rožnov, Val. Meziříčí, Vsetín            |                          |                             |
| Chlumecký Johann von                       | velkostatkářská     | II. sbor                                 | ústavověrný velkostatkář |                             |
| Jenison-Walworth Friedrich                 | velkostatkářská     | II. sbor                                 |                          |                             |
| Johanny Adalbert                           | měst                | Mor. Ostrava, Místek, Brušperk           |                          |                             |
| Kallus Rudolf                              | venkovských obcí    | Mor. Ostrava, Místek, Frenštát           |                          |                             |
| Kelbl Jan                                  | venkovských obcí    | Židlochovice, Pohořelice                 |                          |                             |
| Kessler Eduard                             | měst                | Uničov, Rýmařov                          | ústavověrný              | Rezignoval v prosinci 1891. |
| Kinský Filip Arnošt                        | velkostatkářská     | II. sbor                                 |                          | Zvolen 20. 12. 1894.        |
| Klein v. Wisenberg Hubert                  | velkostatkářská     | II. sbor                                 |                          |                             |
| Kohn Theodor                               | virilista           | olomoucký arcibiskup                     |                          | Od r. 1893.                 |
| Korčian Karel Benedikt                     | velkostatkářská     | I. sbor                                  |                          |                             |
| Koudela Josef                              | venkovských obcí    | Brno venkov, Ivančice, Tišnov            |                          |                             |
| Kübeck z Kübau Maxmilián                   | velkostatkářská     | II. sbor                                 |                          |                             |
| Kulp Vojtěch                               | měst                | Kroměříž                                 |                          |                             |
| Laudon Remigius Olivier                    | velkostatkářská     | II. sbor                                 |                          |                             |
| Lebwohl Karl                               | měst                | Mikulov                                  |                          |                             |
| Lichtblau Hans                             | měst                | Dvorce, Libavá, Mor. Beroun, Budišov     |                          | Rezignoval v květnu 1893.   |
| Lízal František                            | venkovských obcí    | Kroměříž, Zdounky                        |                          |                             |
| Luksch Josef                               | venkovských obcí    | Mikulov, Mor. Krumlov                    |                          | Zvolen 26. 2. 1894.         |
| Manner Hugo                                | velkostatkářská     | II. sbor                                 |                          |                             |
| Martinek Carl                              | měst                | Libavá, Dvorce, Mor. Beroun, Budišov     |                          | Zvolen 9. 10. 1893.         |
| Merores Ludwig                             | měst                | Brno (III. okr.)                         |                          |                             |
| Mezník Antonín                             | měst                | Třebíč, Vel. Meziříčí, Stonařov          |                          |                             |
| Moraw Johann Georg                         | venkovských obcí    | Nový Jičín, Fulnek, Příbor               |                          |                             |
| Noha Emil                                  | měst                | Šternberk                                |                          |                             |
| Nosek František                            | venkovských obcí    | Hustopeče, Břeclav                       |                          |                             |
| Panowsky Karl                              | měst                | Mor. Krumlov, Ivančice, Mor. Budějovice  | ústavověrný              | Zemřel 16. 1. 1894.         |
| Pavlica Josef                              | venkovských obcí    | Uh. Hradiště, Uh. Ostroh, Strážnice      |                          |                             |
| Pecl Ondřej                                | venkovských obcí    | Dačice, Jemnice                          |                          |                             |
| Peřina František                           | měst                | Příbor, Fulnek, Frenštát                 |                          |                             |
| Peschke Ernst                              | venkovských obcí    | moravské enklávy ve Slezsku              |                          |                             |
| Podbrdský Josef                            | měst                | Dačice, Telč, Slavonice, Jemnice         |                          |                             |
| Podivínský Jan                             | venkovských obcí    | Prostějov, Plumlov                       |                          |                             |
| Podstatzký-Thonsern z Prussinowitz Theodor | velkostatkářská     | II. sbor                                 |                          |                             |
| Pohl Wilhelm                               | měst                | Mohelnice, Úsov, Liovel, Loštice         |                          | Zvolen 30. 10. 1895.        |
| Popelak Friedrich                          | měst                | Jihlava                                  |                          |                             |
| Pospíšil Jan                               | venkovských obcí    | Třebíč, Vel. Meziříčí                    |                          |                             |
| Pražák Alois                               | venkovských obcí    | Boskovice, Blansko, Kunštát              |                          |                             |
| Pražák Otakar                              | měst                | Kyjov, Bučovice, Vyškov, Strážnice       |                          |                             |
| Primavesi Robert                           | obch. a živn. komor | olomoucká komora                         |                          |                             |
| Promber Adolf                              | měst                | Hranice, Lipník, Potštát                 |                          |                             |
| Proskowetz Emanuel von                     | obch. a živn. komor | olomoucká komora                         |                          |                             |
| Raschendorfer Wilhelm                      | venkovských obcí    | Mohelnice, Zábřeh, Uničov                |                          |                             |
| Reissig Karl                               | měst                | Brno (IV. okr.)                          |                          |                             |
| Rohrer Rudolf                              | obch. a živn. komor | brněnská komora                          |                          | Zvolen 27. 11. 1891.        |
| Rotter Johann                              | venkovských obcí    | Šumperk, Vízenberk, Staré Město, Šilperk |                          |                             |
| Rozkošný Jan                               | venkovských obcí    | Kojetín, Přerov                          |                          |                             |
| Rund Franz                                 | měst                | Mor. Krumlov, Ivančice, Mor. Budějovice  |                          | Zvolen 8. 10. 1894.         |
| Salm-Reifferscheidt Hugo Leopold           | velkostatkářská     | II. sbor                                 | Strana středu            | Zvolen 9. 1. 1893.          |
| Serényi Otto                               | velkostatkářská     | I. sbor                                  |                          |                             |
| Seydel Carl                                | velkostatkářská     | II. sbor                                 |                          |                             |
| Schleimayer Eduard                         | měst                | Hustopeče, Hodonín, Břeclav              |                          |                             |
| Schmidt Anton                              | obch. a živn. komor | olomoucká komora                         |                          | zemřel 28. 3. 1892          |
| Schrötter Karel                            | velkostatkářská     | II. sbor                                 | ústavověrný velkostatkář | Zvolen 10. 1. 1894.         |
| Siegl Robert Gustav                        | obch. a živn. komor | olomoucká komora                         |                          | Zvolen v září 1892.         |
| Skene Alfred II.                           | velkostatkářská     | I. sbor                                  |                          |                             |
| Skopalík František                         | venkovských obcí    | Holešov, Bystřice p. H., Napajedla       | staročech                | Zemřel 2. 3. 1891.          |
| Spiegel-Diesenberg Ferdinand August        | velkostatkářská     | I. sbor                                  | konz. velkostatkář       |                             |
| Stahl Ludwig Josef                         | velkostatkářská     | II. sbor                                 |                          |                             |
| Stancl Josef                               | měst                | Uh. Hradiště, Uh. Ostroh, Bzenec, Veselí |                          |                             |
| Steinbrecher Bruno                         | měst                | Mohelnice, Loštice, Litovel, Huzová      |                          | Zemřel 5. 6. 1895.          |
| Stolberg-Stolberg Günther                  | velkostatkářská     | I. sbor                                  |                          | Zvolen 20. 12. 1894.        |
| Stránský Adolf                             | měst                | Nové Město, Žďár, Vel. Meziříčí          |                          | Zvolen 30. 10. 1895.        |
| Svozil Josef                               | venkovských obcí    | Litovel, Konice                          |                          |                             |
| Šrom František Alois                       | venkovských obcí    | Uh. Brod, Vizovice, Val. Klobouky, Zlín  |                          |                             |
| Štěpka František                           | měst                | Přerov, Kojetín, Tovačov, Hulín          |                          | Zemřel 2. 2. 1896.          |
| Tersch Emil                                | velkostatkářská     | II. sbor                                 |                          |                             |
| Tersch Friedrich                           | měst                | Šumperk, Staré Město, Zábřeh, Šilperk    |                          |                             |
| Tuček Josef                                | venkovských obcí    | Jihlava, Telč                            |                          |                             |
| Ulrich z Jornsdorfu Eduard                 | velkostatkářská     | II. sbor                                 |                          |                             |
| Vetter Felix                               | velkostatkářská     | II. sbor                                 | Strana středu            |                             |
| Votava Jan                                 | venkovských obcí    | Mor. Budějovice, Hrotovice, Náměšť       |                          |                             |
| Vysloužil Josef                            | venkovských obcí    | Olomouc-okolí                            |                          |                             |
| Weber František                            | venkovských obcí    | Kyjov, Hodonín, Ždánice                  |                          |                             |
| Weeber August                              | měst                | Olomouc                                  |                          | Zemřel 15. 5. 1895.         |
| Weigl Ferdinand                            | venkovských obcí    | Mor. Třebová, Svitavy, Jevíčko           |                          |                             |
| Wieser August                              | měst                | Brno (I. okres)                          |                          | Zvolen 8. 10. 1894.         |
| Winterholler Gustav                        | venkovských obcí    | Brno (I. okr.)                           |                          | Zemřel 28. 7. 1894          |
| Zajíček Jan                                | měst                | Prostějov, Německý Brodek                |                          |                             |
| Zapletal Karel                             | venkovských obcí    | Hranice, Libavá, Lipník, Dvorce          |                          | Zemřel 30. 6. 1894.         |
| Žáček Jan                                  | měst                | Boskovice, Jevíčko, Konice               | staročech                |                             |
| Žerotín Karel Emanuel                      | velkostatkářská     | II. sbor                                 |                          |                             |